# 意象
意象（希臘語：τόπος，英語:Topos）是在诗词等文学作品中，具有唤起特定联想或情感功能的主题或概念。
例如《天净沙・秋思》：
|  | 枯藤老树昏鸦，小桥流水人家，古道西风瘦马，夕阳西下，断肠人在天涯。 |

其中的枯藤、老树、昏鸦等即为意象。